# ルカ・ジンガレッティ
ルカ・ジンガレッティ（Luca Zingaretti、1961年11月11日 - ）は、イタリアの俳優・声優。本国イタリアでは、作家アンドレア・カミッレーリの推理小説「モンタルバーノ警部シリーズ」を原作とし、1999年から放送されている人気テレビシリーズ『モンタルバーノ 〜シチリアの人情刑事〜』の主演俳優として知られる。

## 略歴
大学で心理学を学んでいたが、その道を諦め、1982年にシルヴィオ・ダミーコ国立演劇芸術アカデミーに入学して演技を学ぶ。卒業後は舞台俳優としてキャリアを積み、1987年に映画『Gli occhiali d'oro』でスクリーンデビューする。
2003年のアニメーション映画『ファインディング・ニモ』のイタリア語吹替版で主人公マーリンの声を担当し、第59回ナストロ・ダルジェント賞の吹替賞を受賞。
2010年の映画『我らの生活』と『Il figlio più piccolo』の演技により、第65回ナストロ・ダルジェント賞で助演男優賞を受賞（『あしたのパスタはアルデンテ』のエンニオ・ファンタスティキーニと同時受賞）。

### 私生活
政治家ニコラ・ジンガレッティは弟。
最初の妻は、脚本家スーゾ・チェッキ・ダミーコの孫で、作家でジャーナリストのマルゲリータ・ダミーコである。マルゲリータとは2004年に別居し、その後離婚している。
2番目の妻で女優のルイーザ・ラニエリとは2005年のテレビ・ミニシリーズ『対独パルチザン戦線1943 -ナチス包囲の島-』での共演がきっかけで出会い、2012年に正式に結婚した。2人の間には2011年に娘エマが生まれている。

## 主な出演作品
| 公開年      | 邦題 原題                                                                         | 役名                                                      | 備考 |
| ----------- | --------------------------------------------------------------------------------- | --------------------------------------------------------- | --- |
| 1987        | フェラーラ物語「金縁の眼鏡」より Gli occhiali d'oro                               | モロン                                                    | |
| 1994        | アパッショナート Senza pelle                                                      |                                                           | |
| 1994        | 生贄 Il branco                                                                    | オットリーノ                                              | 日本劇場未公開 |
| 1995        | キャッスル・フリーク Castle Freak                                                 | フォルテ                                                  | オリジナルビデオ |
| 1997        | 新・対決/恐怖の追憶 La piovra 8 - Lo scandalo                                     | ピエトロ・ファヴィニャーナ                                | テレビ・ミニシリーズ |
| 1998        | 笑う男 Tu ridi                                                                    | ジーノ・ミリョーリ                                        | 日本劇場未公開 第54回ナストロ・ダルジェント賞助演男優賞ノミネート                                                                                 |
| 1999        | L'anniversario                                                                    | ミケーレ                                                  | 第55回ナストロ・ダルジェント賞主演男優賞ノミネート                                                                                                |
| 1999-継続中 | モンタルバーノ 〜シチリアの人情刑事〜 Il commissario Montalbano                   | サルヴォ・モンタルバーノ                                  | テレビシリーズ |
| 2002        | 戦火の奇跡 〜ユダヤを救った男〜 Perlasca - Un eroe italiano                       | ジョルジオ・ペルラスカ                                    | テレビ・ミニシリーズ |
| 2003        | ファインディング・ニモ Finding Nemo (2003)                                        | マーリン イタリア語吹替版で声の出演                       | 第59回ナストロ・ダルジェント賞吹替賞受賞 |
| 2005        | Alla luce del sole                                                                | ジュゼッペ（ピーノ）・プリージ神父                        | 第50回ダヴィッド・ディ・ドナテッロ賞主演男優賞ノミネート 第61回ナストロ・ダルジェント賞主演男優賞ノミネート（『哀しみの日々』での演技と合わせて） |
| 2005        | 対独パルチザン戦線1943 -ナチス包囲の島- Cefalonia                                 | サヴェリオ・ブラスコ                                      | テレビ・ミニシリーズ |
| 2005        | 哀しみの日々 I giorni dell'abbandono                                              | マリオ                                                    | イタリア映画祭2006で上映 第61回ナストロ・ダルジェント賞主演男優賞ノミネート（『Alla luce del sole』での演技と合わせて）                           |
| 2006        | 愛と欲望 ミラノの霧の中で A casa nostra                                           | ウーゴ                                                    | イタリア映画祭2007で『私たちの家で』のタイトルで上映 2007年の東京国際女性映画祭で上映                                                             |
| 2007        | マイ・ブラザー Mio fratello è figlio unico                                        | マリオ・ナストリ                                          | EUフィルムデーズ2009で上映 |
| 2008        | 狂った血の女 Sanguepazzo                                                          | オズワルド・ヴァレンティ                                  | 日本劇場未公開 WOWOWでの放送時のタイトルは『女優ルイザ 快楽の女』                                                                                 |
| 2010        | Il figlio più piccolo                                                             | ボリーノ                                                  | 第65回ナストロ・ダルジェント賞助演男優賞受賞（『あしたのパスタはアルデンテ』のエンニオ・ファンタスティキーニとの同時受賞）                        |
| 2010        | 我らの生活 La nostra vita                                                         | アリ                                                      | 第65回ナストロ・ダルジェント賞助演男優賞受賞（『あしたのパスタはアルデンテ』のエンニオ・ファンタスティキーニとの同時受賞）                        |
| 2010        | 我らの生活 La nostra vita                                                         | アリ                                                      | イタリア映画祭2011で『ぼくたちの生活』のタイトルで上映                                                                                            |
| 2010        | われわれは信じていた Noi credevamo                                                | フランチェスコ・クリスピ                                  | イタリア映画祭2011で上映 |
| 2011        | バッグにはクリプトナイト La kryptonite nella borsa                                | アントニオ・サンソーネ                                    | イタリア映画祭2012で上映 |
| 2012        | フォンターナ広場 イタリアの陰謀 Romanzo di una strage                             | 裁判所の医師                                              | イタリア映画祭2013で上映 |
| 2012        | アステリックスの冒険〜秘薬を守る戦い Astérix et Obélix : Au service de Sa Majesté | 将軍                                                      | 日本劇場未公開、WOWOWで放送 |
| 2012        | 司令官とコウノトリ Il comandante e la cicogna                                     | マラッファーノ弁護士                                      | イタリア映画祭2013で上映 |
| 2014        | プチ・ニコラ 最強の夏休み Les Vacances du petit Nicolas                           | マッシモ・マッシーニ （イタリアの大物映画プロデューサー） | 日本劇場未公開、WOWOWで放送 |
| 2020        | ローズ島共和国 〜小さな島の大波乱〜 L'incredibile storia dell'Isola delle Rose    | ジョヴァンニ・レオーネ伊首相                              | Netflixで2020年12月9日から配信。 |